# Autruche
Autruche é uma comuna francesa na região administrativa de Grande Leste, no departamento das Ardenas. Estende-se por uma área de 8,24 km². Em 2010 a comuna tinha 66 habitantes (densidade: 8 hab./km²).